# Thanh Thái Tổ Nguyên phi
Thanh Thái Tổ Nguyên phi (chữ Hán: 清太祖元妃; 1560 - 1592), Đông Giai thị, tương truyền có tên gọi Cáp Cáp Nạp Trác Thanh (哈哈纳扎青), là Phúc tấn nguyên phối của Thanh Thái Tổ Nỗ Nhĩ Cáp Xích.

## Tiểu sử
Đông Giai thị sinh năm Gia Tĩnh thứ 39 (1560), người Mãn Châu Chính Hoàng kỳ, là con gái của Tháp Mộc Ba Yến (塔木巴晏). Năm Vạn Lịch thứ 5 (1577), bà kết hôn với Nỗ Nhĩ Cáp Xích, lúc này bà 18 tuổi. Nỗ Nhĩ Cáp Xích ở rể tại Đông Giai thị, ông không có của cải nên bị phủ nhận, đương thời triều đình nhà Minh cũng ghi ["Đông Nỗ Nhĩ Cáp Xích"]. Tuy nhiên, các hậu duệ sau này của hoàng tộc nhà Thanh do chịu ảnh hưởng của tục lệ người Hán nên cho rằng việc vị Hoàng đế khai quốc từng đi ở rể là đáng xấu hổ, coi là điều tối kỵ.
Bà sinh 3 người con đầu lòng cho Nỗ Nhĩ Cáp Xích, gồm có trưởng nữ Đông Quả Cách cách, trưởng nam Chử Anh và thứ nam Đại Thiện. Năm Vạn Lịch thứ 20 (1592), Đông Giai thị qua đời, Nỗ Nhĩ Cáp Xích đổi họ như cũ Ái Tân Giác La.
Lúc mới khởi nghiệp, người con cả Chử Anh được Nỗ Nhĩ Cáp Xích lập ngôi vị Thái tử, xác nhận là người kế vị. Tuy nhiên, do tính tình kiêu ngạo, khinh thường người khác cho nên Chử Anh không được lòng nhiều vị đại thần. Năm Vạn Lịch thứ 43 (1615), Chử Anh bị năm vị đại thần khai quốc là Phí Anh Đông, Ngạch Diệc Đô, Hà Hòa Lễ, An Phí Dương Cổ và Hô Nhĩ Hán cùng với một số người em vốn có bất hòa tập trung công kích. Do đó, Chử Anh dần không còn được sự tín nhiệm của Nỗ Nhĩ Cáp Xích, bị cha tước bỏ binh quyền, nảy sinh ra bất mãn, nhiều lần tỏ ý oán trách cha cùng với những kẻ đã dèm pha mình. Cuối cùng, Chử Anh bị tố cáo, tống giam và chết trong ngục. Khi Hoàng Thái Cực lên ngôi Đại hãn, đã truy phong Chử Anh là ["Quảng Lược Bối lặc"].
Năm Thiên Mệnh thứ 11 (1626), Hoàng Thái Cực lên ngôi Hoàng đế, chỉ truy tôn mẹ đẻ Diệp Hách Na Lạp Mạnh Cổ Triết Triết làm Hoàng hậu. Tuy Đông Giai thị là vợ cả của Thanh Thái Tổ và là đích mẫu của Hoàng Thái Cực, sinh thời chưa từng bị phế nhưng vẫn không được đề cập truy phong. Niềm an ủi của bà là con trai út Đại Thiện, trở thành Lễ Thân vương, một trong Thiết mạo tử vương nhà Thanh.